# Frank Acheampong
Frank Opoku Acheampong (* 16. října 1993, Accra, Ghana) je ghanský fotbalový záložník a reprezentant. V současnosti[kdy?] působí v čínském klubu Shenzhen FC.

## Reprezentační kariéra
Zúčastnil se Mistrovství světa hráčů do 20 let 2013 v Turecku, kde ghanští mladí fotbalisté obsadili konečné 3. místo a získali bronzové medaile.
V roce 2012 debutoval za ghanský národní tým.
Zúčastnil se Afrického poháru národů 2015 v Rovníkové Guineji, kde Ghana získala stříbrné medaile po finálové porážce v penaltovém rozstřelu s Pobřežím slonoviny.